# Plasy
Plasy (deutsch Plaß) ist eine Stadt in Tschechien. Sie befindet sich 21 Kilometer nördlich des Stadtzentrums von Pilsen und gehört zum Bezirk Pilsen Nord.

## Geographie
Plasy liegt im Westen des Rakonitzer Hügellandes im Tal der Střela (Schnella). Nördlich erhebt sich der Táhly (457 m), im Westen die Spálená hora (514 m), südlich der Špitál (410 m) und im Südwesten Na Krásnici (462 m). Durch die Stadt führt die Staatsstraße I/27 Železná Ruda–Pilsen–Plasy–Kralovice–Dubí sowie die Bahnstrecke Plzeň–Žatec.
Nachbarorte sind Horní Hradiště und Žebnice im Norden, Sechutice, Hadačka und Výrov im Nordosten, Babina im Osten, Nebřeziny im Südosten, Rybnice und Kaznějov im Süden, Mrtník und Lomnička im Südwesten, Lomany und Korýtka im Westen sowie Vrážné und Ondřejov im Nordwesten.

## Geschichte

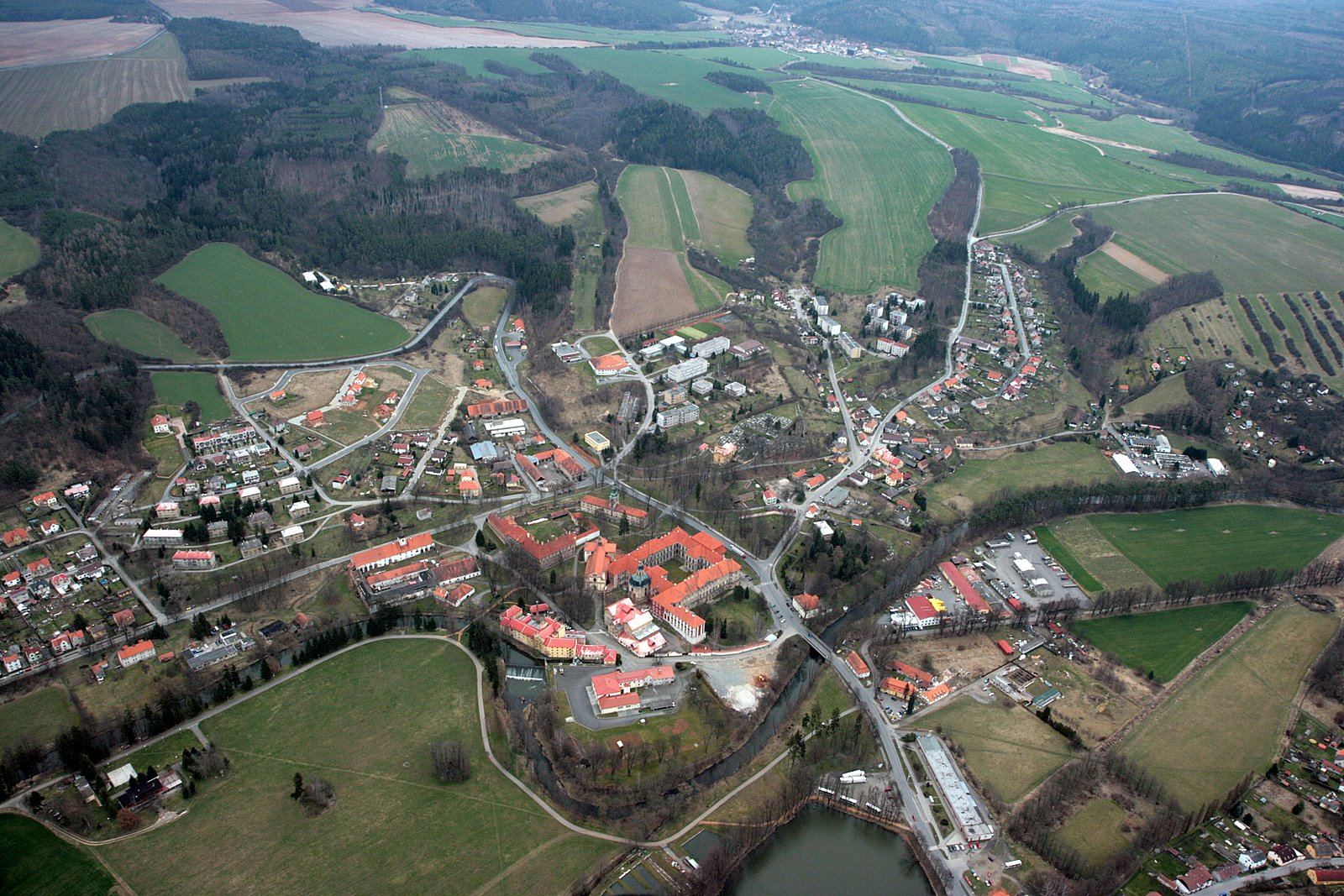
Blick auf Plasy mit Kloster

An der Stelle von Plasy befand sich im 12. Jahrhundert ein fürstlicher Hof. 1144 stifteten Vladislav II. und seine Frau Gertrud von Babenberg das Kloster Plasy. Im darauffolgenden Jahr kamen die ersten neun Zisterzienser aus dem Kloster Langheim in das Gebiet und erhielten von Vladislav II. den fürstlichen Ansitz Plasy sowie die Dörfer Kázňov, Sechutice, Vrážné und Nebřeziny und deren Einkünfte in Erbuntertänigkeit übergeben. Im Jahre 1202 entstand eine romanische Basilika. Das Zisterzienserkloster wurde zu einem Zentrum der römisch-katholischen Kolonisation des Rakonitzer Berglandes. 1350 umfasste die Grundherrschaft des Klosters 50 Dörfer. Während der Angriffe der Hussiten begann der wirtschaftliche Niedergang des Klosters. 1419 wurden die ersten Dörfer verpfändet und 1431 brannten die Hussiten unter ihrem Feldherrn Andreas Prokop das Kloster nieder. Nachfolgend verarmte das Kloster und musste 1518 auch die ihm verbliebene Herrschaft Kaceřov verpfänden. Danach umfasste die Klosterherrschaft nur noch sechs Dörfer mit den daraus zu erzielenden Einnahmen. Eine Wende brachte der Dreißigjährige Krieg. Nach der Schlacht am Weißen Berg und der Rekatholisierung in Böhmen erhielt das Kloster Plaß einen großen Teil des verlorenen Besitzes zurück. Dadurch sah sich das Kloster in der Lage, die verfallenen Klostergebäude im Stil des Barock neu zu gestalten.
1785 wurde das Kloster Plaß im Zuge der Josephinischen Reformen aufgehoben und sein aus dem Städtchen Kralowitz, 55 Dörfern, den Propsteien Mariánská Týnice und Böhmisch Leipa und Häusern in Prag, Rakonitz und Pilsen bestehender Besitz dem Religionsfonds zur Verwaltung übergeben. 1826 kaufte der österreichische Außenminister Klemens Wenzel Lothar von Metternich die Grundherrschaft Plaß / Plasy, ließ das Kloster zu einem Schloss mit englischem Landschaftspark umgestalten und nordwestlich des Städtchens Plaß an der Schnella die Eisenhütte Clemenshütte anlegen. Im 19. Jahrhundert wurde Plasy auf das rechte Ufer der Schnella erweitert.
Nach der Aufhebung der Grundherrschaften bildete Plaß / Plasy ab 1850 eine Gemeinde im Bezirk Kralowitz. 1873 erhielt der Ort durch die Eisenbahn Pilsen–Priesen(–Komotau) einen Bahnanschluss.
1918 kam Plaß zur neugegründeten Tschechoslowakei. 1930 hatte Plasy 1747 Einwohner, davon waren 32 Deutsche und gehörte 1939 bis 1945 zum Protektorat Böhmen und Mähren. Nach dem Ende des Zweiten Weltkrieges im Mai 1945 wurde das Fürstenhaus Metternich enteignet und die deutschsprachigen Bewohner vertrieben. Im Jahre 1949 wurde Plasy zur Bezirksstadt erhoben. Nach der Aufhebung des Okres Plasy wurde die Stadt 1961 dem Okres Plzeň-sever zugeordnet.

## Ortsgliederung
Die Stadt Plasy besteht aus den Ortsteilen Babina, Horní Hradiště (Ober Radisch), Nebřeziny (Bruck, auch Nebrzczin), Lomnička (Lomnitschka), Plasy (Plaß) und Žebnice (Schebnitz, auch Zebnitz) sowie der Ansiedlung Lomany (Loman).

## Sehenswürdigkeiten

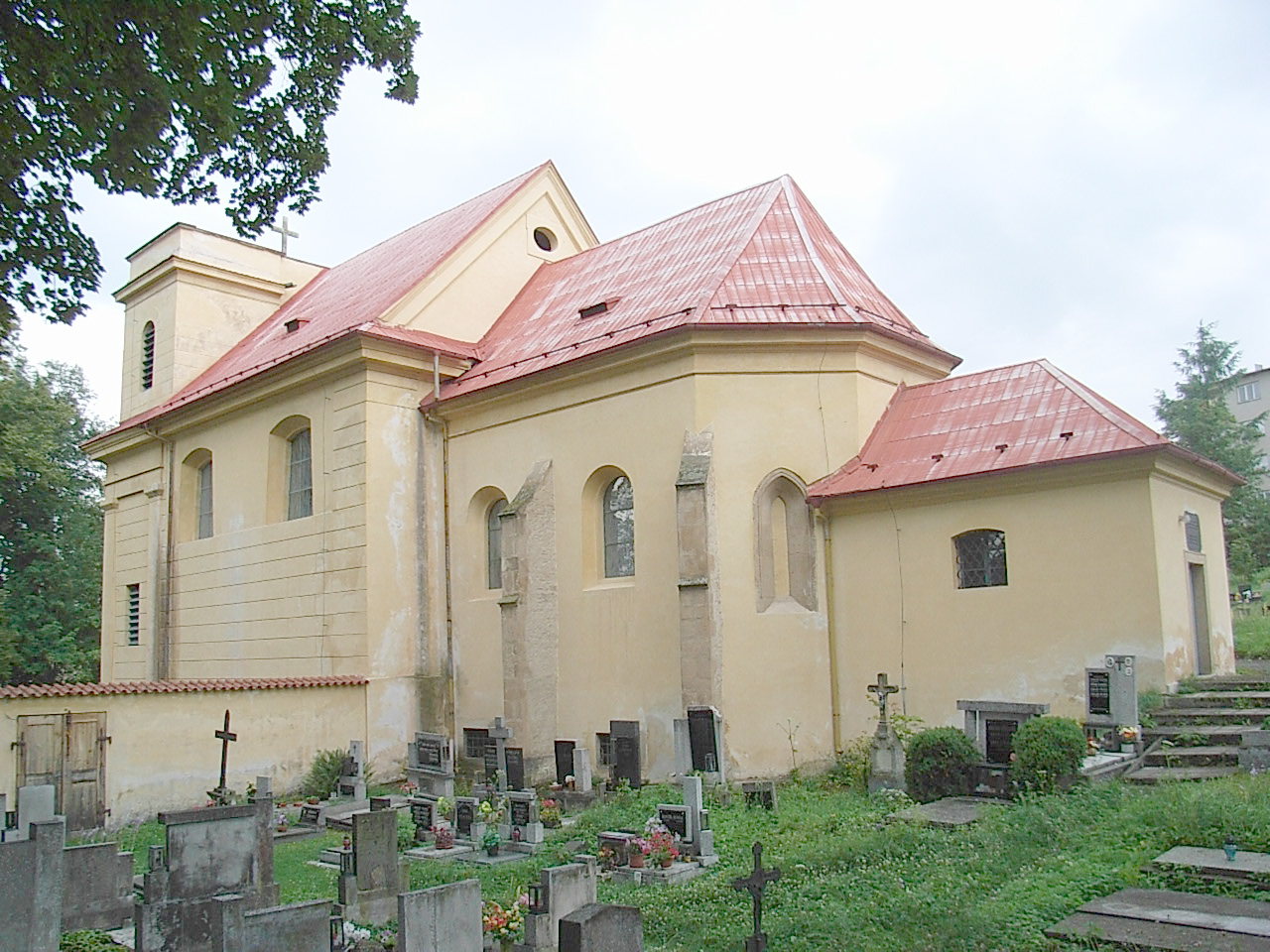
Friedhofskirche St. Wenzel, Grablege Metternichs

- Kloster Plasy, unter den Äbten Andreas Troyer und Eugen Tyttl erfolgte zwischen dem Ende des 17. und der Mitte des 18. Jahrhunderts durch Jean Baptiste Mathey, Johann Blasius Santini-Aichl, Christoph und Kilian Ignaz Dientzenhofer eine Neugestaltung der Klosteranlage im Stil des Barock.
- Klosterkirche Mariä Himmelfahrt, erbaut 1661–1666
- dreigeschossiger Speicher, erbaut 1685–1686
- gotische Königskapelle aus dem Jahre 1265
- Kirche des hl. Wenzel, barock umgestaltet von Jean Baptiste Mathey; Klemens Wenzel Lothar von Metternich ließ 1826 die Hauptfassade im Empirestil umgestalten. In der Kirche ließ er eine Grablege für sich und seine Familie anlegen.
- Tal der Střela nordwestlich der Stadt, Felsklamm mit mehreren Mäandern und zwei Eisenbahntunneln
- englischer Landschaftspark Velká louka

## Söhne und Töchter der Stadt
- Rudolf Jung (1882–1945), nationalsozialistischer Politiker und Autor
- Václav Levý (1820–1870), Bildhauer, geboren in Nebřeziny
- Viktor Stretti (1878–1957), Graphiker und Lithograf
- Antonín Wiehl (1846–1910), Architekt

## In der Stadt wirkten
- Johann Georg Nußbaumer (1794–1854), Oberforstmeister